# 重抽样
统计学中，重抽样（或重采样）可指下列几种方法：
- 使用样本数据的子集（刀切法）或从数据中有放回地随机抽样（自助法），来估计样本统计量（如中位數、方差、百分位数）的精度。
- 在进行显著性检验时交换数据的标签（称为置换检验，或精确检验、随机化检验、重随机化检验）。
- 使用样本的随机子集来验证模型（称为交叉驗證）。[1]